# Pilima
Pilima (ook: Pidima) is een dorp in Frans-Guyana in de gemeente Maripasoula. Het ligt aan de Litani en is het meest zuidelijke bewoonde dorp van de (verlengde) Marowijne.:445 Het dorp was gesticht door de inheemse Wayana sjamaan Pilima voor aanhangers van zijn eigen religie.:143 Pilima ligt in een gebied dat betwist wordt tussen Suriname en Frankrijk.

## Geschiedenis

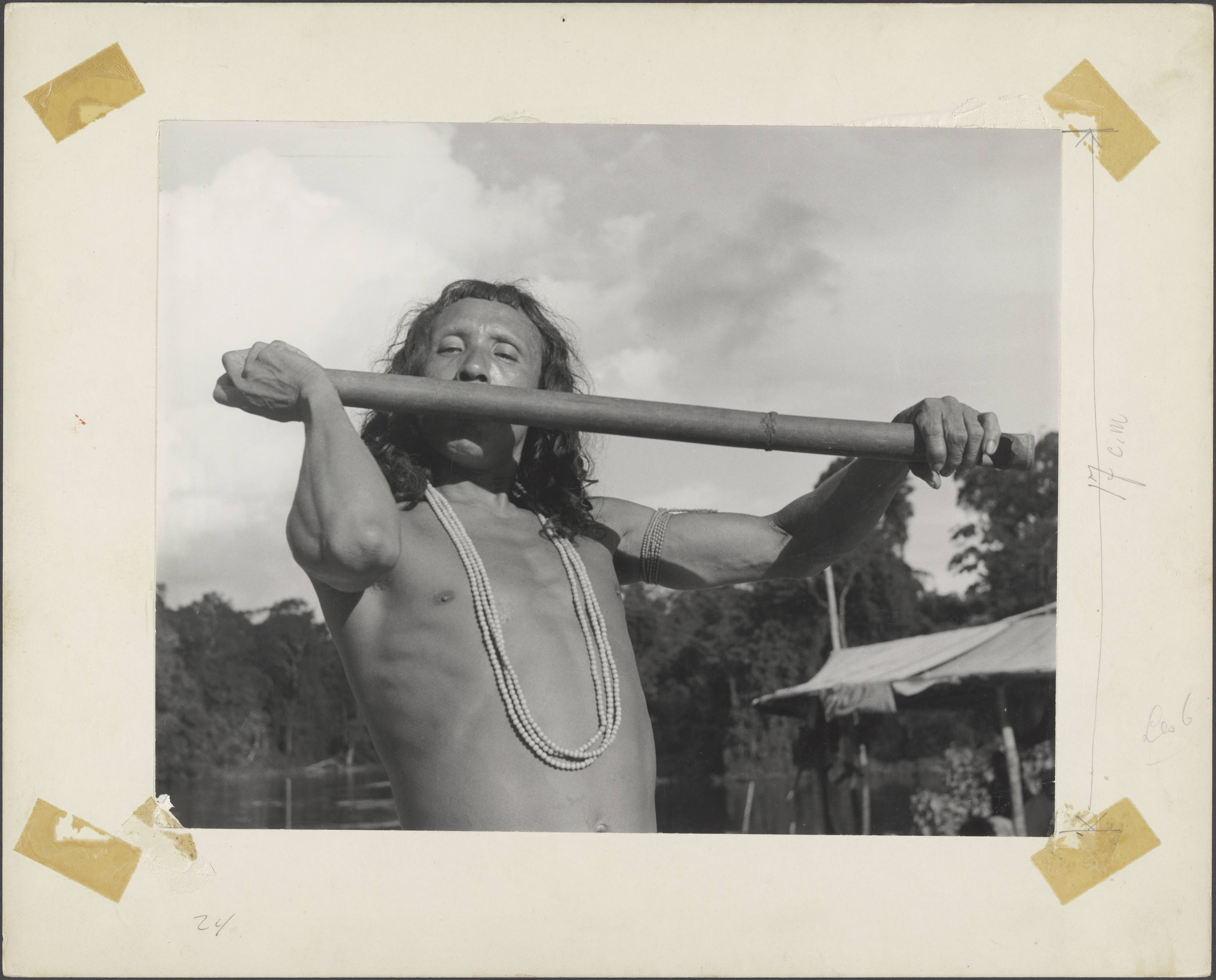
Pilima, gefotografeerd in 1952 door Con Bruijing.

Pilima was de zoon van de hoofdkapitein van Kawemhakan, Suriname.:143 Hij had vaak conflicten met Anapaikë, de nieuwe hoofdkapitein van het dorp, die volgens hem te veel toegaf aan de missionarissen van de Amerikaanse baptisten.
Als tegenwicht tegen de missionarissen begon Pilima in 1963 zijn eigen syncretische versie van het christendom. Pilima beweerde contact te hebben met Aramawali, een grote geest uit de hemelen, die Tenkowa (hemelse boten) zou sturen om Wayana die in hem geloofden het eeuwige leven te schenken. Een karakteristieke eigenschap van de religie was het springen van een duikplank in de rivier om angsten te overkomen die de verlossing verhinderden. De religie stierf langzamerhand uit, en Pilima werd uiteindelijk weer een normaal Wayana-dorp. De religie wordt beschouwd als een cargocult.
Pilima stichtte het eponieme dorp voor zijn aanhangers. Hij was erkend door de Franse overheid als kapitein.

## Overzicht
In 1997 werd een school opgericht in Pilima.:175 De school heeft 45 leerlingen waarvan een gedeelte uit naburige dorpen komt. Er zijn zonnecellen voor de elektriciteit, en het dorp heeft een satelliettelefooncel. Er zijn geen winkels, en het dorp is afhankelijk van Antecume Pata en Maripasoula.
Pilima kan alleen worden bereikt per boot, en een toestemming van de prefectuur is vereist. Antecume Pata ligt op een half uur varen. Maripasoula ligt op 2½ uur varen. Bij hoog water duurt de tocht langer en moet een gedeelte per voet worden afgelegd, omdat er voor Pilima een waterval in de rivier zit.

## Verder lezen
- (en)  Jean-Christophe Goddard, Decolonisation and Reverse Anthropology. Capitalist Extractivism in the mirror of Amerindian Anthropology